# Migliori marcatori ABA
In questa pagina sono elencati i Migliori marcatori ABA ovvero i giocatori che hanno segnato più punti nella stagione regolare ABA dal 1967 al 1976, ovvero fino alla fusione con l'NBA.

## Classifica
|  | Eletto nella Basketball Hall of Fame |

| #  | Nome               | Punti | Partite | Media Punti | Ruolo | Esordio | Finale | Squadre |
| -- | ------------------ | ----- | ------- | ----------- | ----- | ------- | ------ | --- |
| 1  | Louie Dampier      | 13726 | 728     | 18,85       | PG    | 1967    | 1976   | Kentucky Colonels |
| 2  | Dan Issel          | 12823 | 500     | 25,65       | PF/C  | 1970    | 1976   | Kentucky Colonels, Denver Nuggets |
| 3  | Ron Boone          | 12153 | 662     | 18,36       | SG    | 1968    | 1976   | Dallas Chaparrals/ Texas Chaparrals, Utah Stars, Spirits of St. Louis |
| 4  | Mel Daniels        | 11739 | 628     | 18,69       | C     | 1967    | 1975   | Minnesota Muskies, Indiana Pacers, Memphis Sounds |
| 5  | Julius Erving      | 11662 | 407     | 28,65       | SF    | 1971    | 1976   | Virginia Squires, N.Y. Nets |
| 6  | Freddie Lewis      | 11660 | 686     | 17,00       | PG/SG | 1967    | 1976   | Indiana Pacers, Memphis Sounds, Spirits of St. Louis |
| 7  | Donnie Freeman     | 11544 | 584     | 19,77       | SG    | 1967    | 1975   | Minnesota Muskies/ Miami Floridians, Utah Stars, Texas Chaparrals/ Dallas Chaparrals/ San Antonio Spurs, Indiana Pacers                                                                       |
| 8  | Mack Calvin        | 10620 | 533     | 19,92       | PG    | 1969    | 1976   | L.A. Stars, The Floridians, Carolina Cougars, Denver Nuggets, Virginia Squires |
| 9  | Stew Johnson       | 10538 | 647     | 16,29       | PF    | 1967    | 1976   | Kentucky Colonels, N.J. Americans/ N.Y. Nets, Pittsburgh Pipers/ Pittsburgh Condors, Houston Mavericks/ Carolina Cougars, San Diego Conq./ San Diego Sails, Memphis Sounds, San Antonio Spurs |
| 10 | Roger Brown        | 10498 | 605     | 17,35       | SF    | 1967    | 1975   | Indiana Pacers, Memphis Sounds, Utah Stars |
| 11 | Jimmy Jones        | 10465 | 546     | 19,17       | PG/SG | 1967    | 1974   | N.O. Buccaneers/ Memphis Pros, Utah Stars |
| 12 | Steve Jones        | 10258 | 640     | 16,03       | SG    | 1967    | 1975   | Oakland Oaks, N.O. Buccaneers/ Memphis Pros, Dallas Chaparrals, Carolina Cougars, Denver Rockets, Spirits of St. Louis                                                                        |
| 13 | Ralph Simpson      | 9953  | 487     | 20,44       | SG    | 1970    | 1976   | Denver Rockets/ Denver Nuggets |
| 14 | Bob Netolicky      | 9876  | 618     | 15,98       | PF/C  | 1967    | 1976   | Indiana Pacers, Dallas Chaparrals/ San Antonio Spurs |
| 15 | Cincy Powell       | 9876  | 599     | 16,27       | SF/PF | 1967    | 1975   | Dallas Chaparrals, Kentucky Colonels, Utah Stars, Virginia Squires |
| 16 | Larry Jones        | 9651  | 456     | 21,16       | PG/SG | 1967    | 1973   | Denver Rockets, The Floridians, Utah Stars, Dallas Chaparrals |
| 17 | Artis Gilmore      | 9362  | 420     | 22,29       | C     | 1971    | 1976   | Kentucky Colonels |
| 18 | Willie Wise        | 9110  | 475     | 19,18       | SF/PF | 1969    | 1976   | L.A. Stars/ Utah Stars, Virginia Squires |
| 19 | George Carter      | 8680  | 478     | 18,16       | SF    | 1969    | 1976   | Washington Caps/ Virginia Squires, Pittsburgh Condors, Carolina Cougars, N.Y. Nets, Memphis Sounds, Utah Stars                                                                                |
| 20 | Byron Beck         | 8353  | 694     | 12,04       | C/PF  | 1967    | 1976   | Denver Rockets/ Denver Nuggets |
| 21 | George McGinnis    | 7919  | 314     | 25,22       | PF/SF | 1971    | 1975   | Indiana Pacers |
| 22 | Red Robbins        | 7703  | 586     | 13,15       | C/PF  | 1967    | 1975   | N.O. Buccaneers, Utah Stars, San Diego Conq., Kentucky Colonels, Virginia Squires |
| 23 | Billy Paultz       | 7667  | 487     | 15,74       | C     | 1970    | 1976   | N.Y. Nets, San Antonio Spurs |
| 24 | Glen Combs         | 7666  | 465     | 16,49       | PG/SG | 1968    | 1975   | Dallas Chaparrals/ Texas Chaparrals, Utah Stars, Memphis Tams, Virginia Squires |
| 24 | Warren Jabali      | 7666  | 447     | 17,15       | SG/PG | 1968    | 1975   | Oakland Oaks/ Washington Caps, Indiana Pacers, The Floridians, Denver Rockets, San Diego Conq.                                                                                                |
| 26 | Jim Eakins         | 7627  | 652     | 11,70       | C/PF  | 1968    | 1976   | Oakland Oaks/ Washington Caps/ Virginia Squires, Utah Stars, N.Y. Nets |
| 27 | Rich Jones         | 7562  | 474     | 15,95       | SF/PF | 1969    | 1976   | Dallas Chaparrals/ Texas Chaparrals/ San Antonio Spurs, N.Y. Nets |
| 28 | George Thompson    | 7334  | 364     | 20,15       | SG/PG | 1969    | 1974   | Pittsburgh Pipers/ Pittsburgh Condors, Memphis Tams |
| 29 | Darel Carrier      | 7011  | 350     | 20,03       | SG    | 1967    | 1973   | Kentucky Colonels, Memphis Tams |
| 30 | John Beasley       | 6909  | 506     | 13,65       | C/PF  | 1967    | 1974   | Dallas Chaparrals/ Texas Chaparrals, Utah Stars |
| 31 | Wil Jones          | 6904  | 566     | 12,20       | SF/PF | 1969    | 1976   | Miami Floridians, Memphis Pros/ Memphis Tams, Kentucky Colonels |
| 32 | Rick Barry         | 6884  | 226     | 30,46       | SF    | 1968    | 1972   | Oakland Oaks/ Washington Caps, N.Y. Nets |
| 33 | Bob Verga          | 6814  | 321     | 21,23       | SG/PG | 1967    | 1972   | Dallas Chaparrals, Denver Rockets, N.Y. Nets, Houston Mavericks/ Carolina Cougars, Pittsburgh Condors                                                                                         |
| 34 | Larry Miller       | 6595  | 486     | 13,57       | SG    | 1968    | 1975   | L.A. Stars/ Utah Stars, Carolina Cougars, San Diego Conq., Virginia Squires |
| 35 | Bill Keller        | 6588  | 556     | 11,85       | SG/PG | 1969    | 1976   | Indiana Pacers |
| 36 | Walt Simon         | 6414  | 541     | 11,86       | SF    | 1967    | 1974   | N.J. Americans/ N.Y. Nets, Kentucky Colonels |
| 37 | Bill Melchionni    | 6230  | 502     | 12,41       | PG    | 1969    | 1976   | N.Y. Nets |
| 38 | Doug Moe           | 6161  | 378     | 16,30       | SF    | 1967    | 1972   | N.O. Buccaneers, Oakland Oaks/ Virginia Squires, Carolina Cougars |
| 39 | Dave Robisch       | 6155  | 422     | 14,59       | C/PF  | 1971    | 1976   | Denver Rockets/ Denver Nuggets, San Diego Sails, Indiana Pacers |
| 40 | Chuck Williams     | 6140  | 500     | 12,28       | PG    | 1970    | 1976   | Pittsburgh Condors, Denver Rockets/ Denver Nuggets, San Diego Conq., Kentucky Colonels, Memphis Sounds                                                                                        |
| 41 | Zelmo Beaty        | 6100  | 319     | 19,12       | C/PF  | 1970    | 1974   | Utah Stars |
| 42 | Charlie Williams   | 6020  | 372     | 16,18       | SG/PG | 1967    | 1973   | Pittsburgh Pipers/ Minnesota Pipers/ Pittsburgh Condors, Memphis Pros/ Memphis Tams, Utah Stars                                                                                               |
| 43 | James Silas        | 5978  | 328     | 18,23       | SG/PG | 1972    | 1976   | Dallas Chaparrals/ San Antonio Spurs |
| 44 | George Gervin      | 5887  | 269     | 21,88       | SG/SF | 1972    | 1976   | Virginia Squires, San Antonio Spurs |
| 45 | Les Hunter         | 5693  | 444     | 12,82       | PF    | 1967    | 1973   | Minnesota Muskies/ Miami Floridians, N.Y. Nets, Kentucky Colonels, Memphis Tams |
| 46 | Gene Moore         | 5594  | 465     | 12,03       | C     | 1968    | 1975   | Kentucky Colonels, Texas Chaparrals/ Dallas Chaparrals, N.Y. Nets, San Diego Conq., Spirits of St. Louis                                                                                      |
| 47 | Goose Ligon        | 5560  | 434     | 12,81       | PF    | 1967    | 1974   | Kentucky Colonels, Pittsburgh Condors, Virginia Squires |
| 48 | Johnny Neumann     | 5558  | 372     | 14,94       | SG/SF | 1971    | 1976   | Memphis Pros/ Memphis Tams, Utah Stars, Virginia Squires, Indiana Pacers, Kentucky Colonels                                                                                                   |
| 49 | Joe Caldwell       | 5492  | 314     | 17,49       | SF/SG | 1970    | 1975   | Carolina Cougars/ Spirits of St. Louis |
| 50 | Warren Davis       | 5449  | 447     | 12,19       | PF/SF | 1967    | 1973   | Anaheim Amigos/ L.A. Stars, Pittsburgh Pipers, The Floridians, Carolina Cougars, Memphis Pros/ Memphis Tams                                                                                   |
| 51 | John Brisker       | 5349  | 205     | 26,09       | SF    | 1969    | 1972   | Pittsburgh Pipers/ Pittsburgh Condors |
| 52 | Levern Tart        | 5316  | 274     | 19,40       | SG    | 1967    | 1971   | Oakland Oaks, N.J. Americans/ N.Y. Nets, Houston Mavericks, Denver Rockets, Texas Chaparrals                                                                                                  |
| 53 | Gerald Govan       | 5251  | 681     | 7,71        | C/PF  | 1967    | 1976   | N.O. Buccaneers/ Memphis Pros, Utah Stars, Virginia Squires |
| 54 | Art Becker         | 5160  | 414     | 12,46       | PF/SF | 1967    | 1973   | Houston Mavericks, Indiana Pacers, Denver Rockets, N.Y. Nets, Dallas Chaparrals |
| 55 | Charlie Scott      | 4800  | 157     | 30,60       | SG    | 1970    | 1972   | Virginia Squires |
| 56 | Fatty Taylor       | 4797  | 561     | 8,60        | PG    | 1969    | 1976   | Washington Caps/ Virginia Squires, Denver Nuggets |
| 57 | Ron Franz          | 4797  | 403     | 11,70       | SF    | 1967    | 1973   | Oakland Oaks, N.O. Buccaneers/ Memphis Tams, The Floridians, Dallas Chaparrals |
| 58 | Randy Denton       | 4510  | 368     | 12,30       | C     | 1971    | 1976   | Carolina Cougars/ Spirits of St. Louis, Memphis Pros/ Memphis Tams, Utah Stars |
| 59 | Trooper Washington | 4499  | 426     | 10,60       | PF/C  | 1967    | 1973   | Pittsburgh Pipers/ Minnesota Pipers, L.A. Stars, The Floridians, N.Y. Nets |
| 60 | Larry Kenon        | 4419  | 249     | 17,70       | PF    | 1973    | 1976   | N.Y. Nets, San Antonio Spurs |